# Trixa chinensis
Trixa chinensis là một loài ruồi trong họ Tachinidae.